# Cheiracanthium ningmingense
Cheiracanthium ningmingense là một loài nhện trong họ Miturgidae.
Loài này thuộc chi Cheiracanthium. Cheiracanthium ningmingense được miêu tả năm 1999 bởi Zhang & Chang-Min Yin.